# غلالة بيضاء (قضيب)
الغلالة البيضاء (بالإنجليزية: Tunica albuginea)‏ هو غلاف نسيجي يغلف الجسم الكهفي للقضيب.
تتكون الغلالة البيضاء من إيلاستين بنسبة 5٪ تقريبا، وهو نسيج قابل للتوسع تتكون بشكل أساسي من الأحماض الأمينية غليسين وفالين وألانين وبرولين. أما أغلب النسيج المتبقي فهو كولاجين الذي يتكون من لايسين وغليسين وألانين وبرولين وأحماض امينية أخرى.
تساهم الغلالة البيضاء مباشرة في الحفاظ على الانتصاب، هذا يحدث بسبب لفافة بوك التي تقلص الأوردة الظهرانية للقضيب فتمنع الدم من المغادرة وبهذا تحافظ على استمرار حالة الانتصاب.
تعد ترابيق الغلالة البيضاء أكثر رقة ومنتظمة الحجم تقريبا والشبكات بينها أصغر من الجسم الكهفي للقضيب وقياس قطرها في أغلب أجزائها مقارن لمثيلها في القصيب.
الغلاف الخارجي للجسم الإسفنجي يتكون جزئيا من ألياف عضلية غير مخططة، وطبقة من نفس النسيج تحيط مباشرة بالإحليل.

## صور إضافية

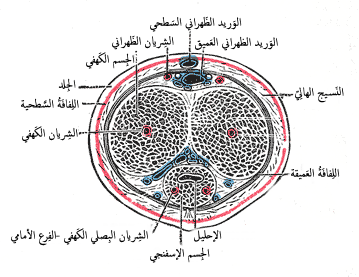
مقطع عرضي للقضيب يظهر الأوعية الدموية.